# Enyalioides palpebralis
Enyalioides palpebralis — вид ігуаноподібних ящірок родини шипохвостих ігуан (Hoplocercidae). Мешкає в Південній Америці.

## Поширення і екологія
Enyalioides palpebralis мешкають на східних схилах Анд та на рівнинах Амазонії, на території Перу, північої Болівії і західної Бразилії (Амазонас, Акрі). Вони живуть у вологих тропічних лісах, на висоті від 100 до 1300 м над рівнем моря. Живляться гусінню, павуками, кониками, мурахами і личинками комах.